# Johan Larsson Wimmer

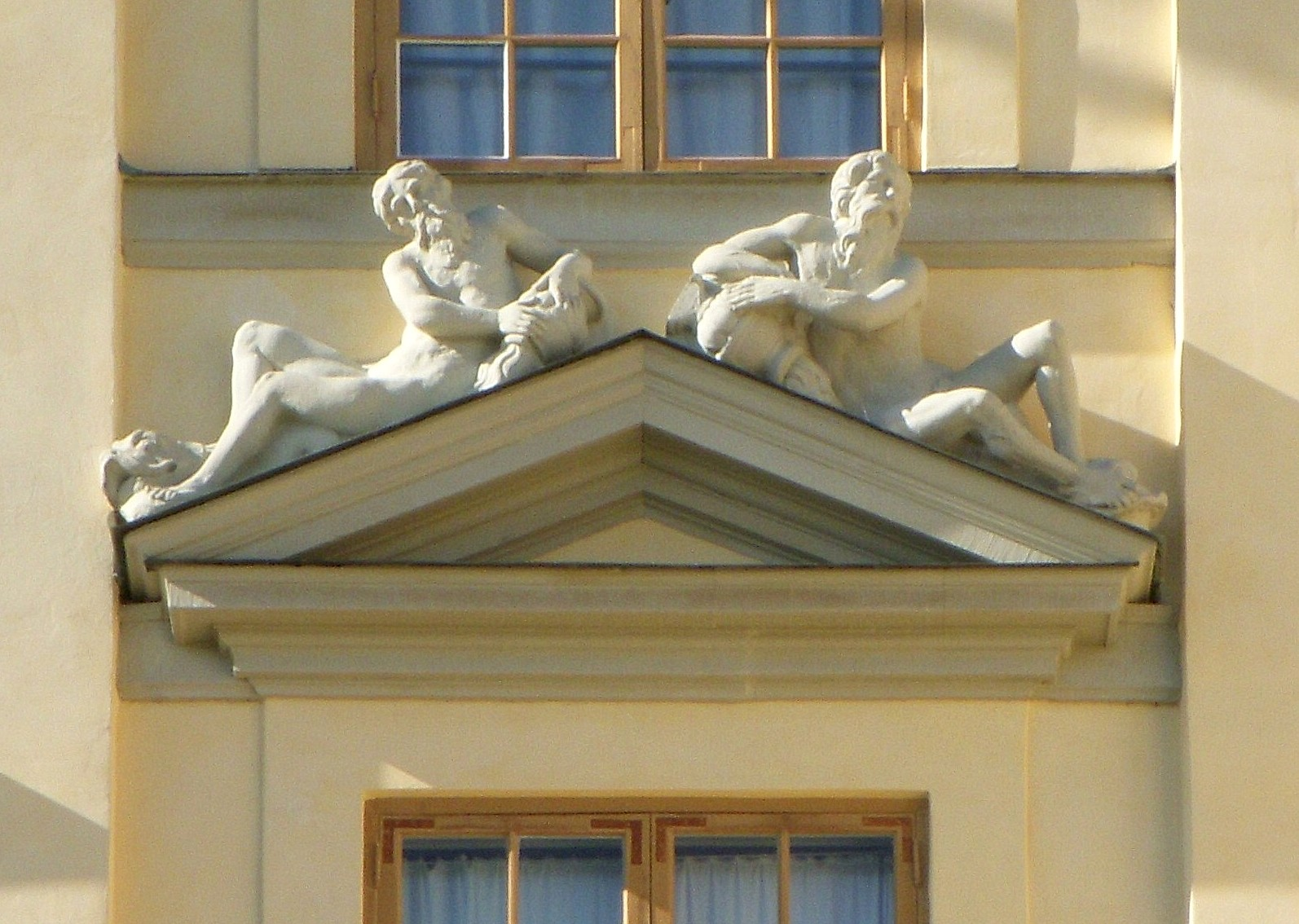
Drottningholms slott: fasadutsmyckning, utförd av Köpke tillsammans med Wimmer.

Johan Larsson Wimmer, född på 1600-talet i Motala eller Vadstena var en svensk stenhuggare, verksam under senare delen av 1600-talet. Han utförde bland annat stenhuggeriarbeten för Drottningholms slott.
Wimmer är sannolikt identisk med den Johan Larsson som 1663-1665 var lärpojke hos Christian Pfundt och 1666 hos Johan Köpke. Han erhöll 1681 sitt gesällbrev. Tillsammans med Köpke utförde han de liggande figurerna över fönstren till Drottningholms slotts mittparti 1664–1665. 1678 högg han en dopfunt med skål som bärs upp an en mansfigur för Krigsbergs kyrka i Östergötland. Han svarade troligen även för en dopfunt till Motala kyrka som numera förvaras vid Östergötlands museum. 